# Ruger-57
Die Ruger-57 ist eine Selbstladepistole des US-amerikanischen Waffenherstellers Sturm, Ruger & Co. im Kaliber 5,7 × 28 mm.

## Technik
Die Ruger-57 ist eine Single-Action-Only-Selbstladepistole mit Polymergriffstück, innenliegendem Hahn, einer Fallsicherung und zwei manuellen Sicherungen. Eine manuelle Sicherung, die mit dem Daumen der Schusshand bedient wird, befindet sich hinten beidseitig am Griffstück und blockiert den Hammer. Eine Abzugssicherung befindet sich im Abzug selbst integriert.
Während die mit dem Daumen bedienbare Magazinverriegelung für Links- oder Rechtshänder umgesteckt werden kann, ist der Schlittenfanghebel konstruktionsbedingt nicht umsteckbar.
Selten bei moderneren mehrschüssigen Pistolen mit doppelreihigem Magazin und Polymergriffstück ist die Materialwahl des Magazins, ausgeliefert wird die Schusswaffe vom Hersteller mit 2 Stahlmagazinen. Das Magazin fasst 20 Patronen.

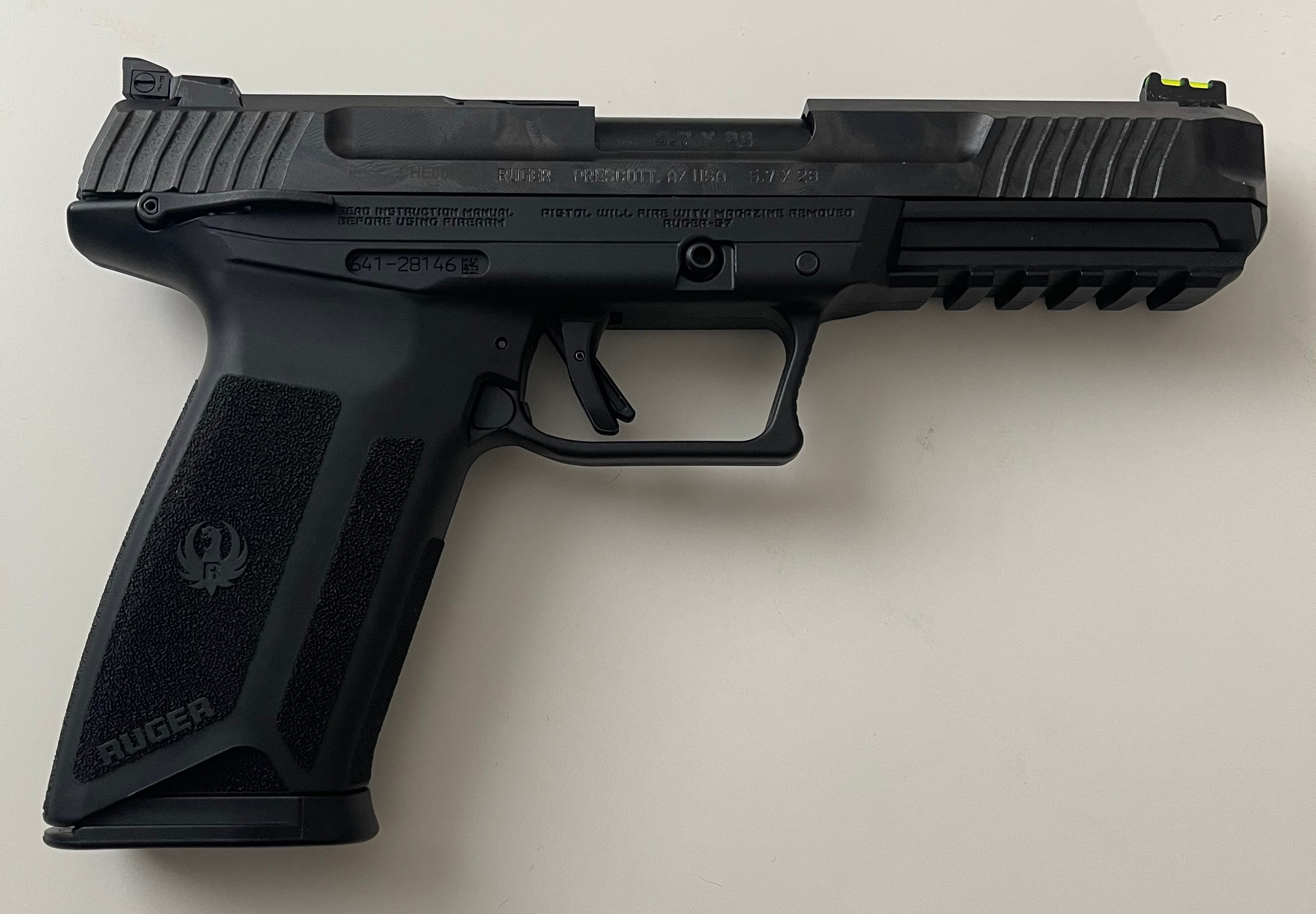
Ruger-57

Angeboten wird die Ruger-57 in zwei Ausführungen, die sich nur in der Magazinkapazität unterscheiden:
- Ruger-57 16401 mit 20-Schuss-Magazinen
- Ruger-57 16402 mit 10-Schuss-Magazinen

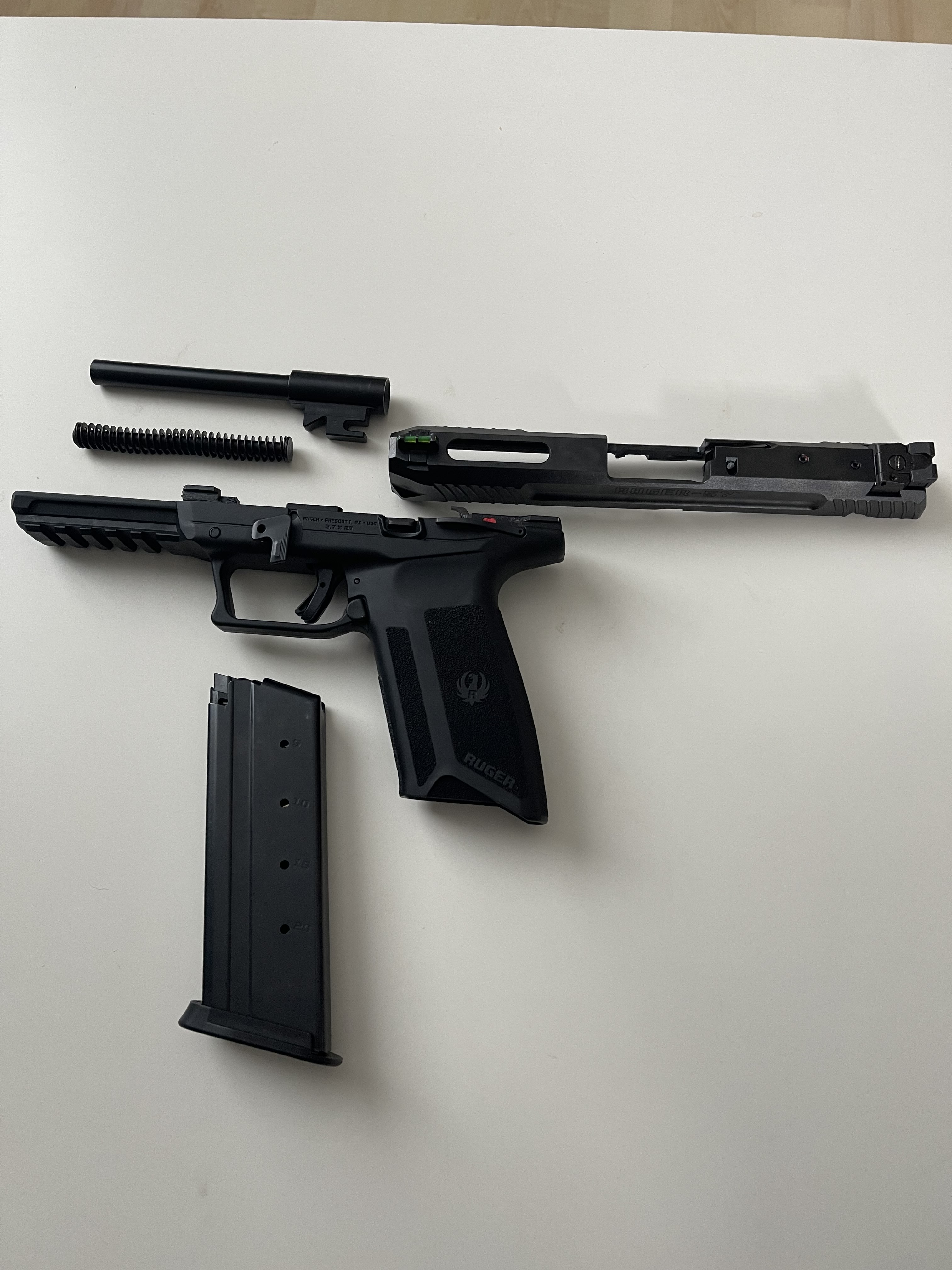
Ruger-57 zerlegt

## Verwendung
Das Design und das Kaliber der Ruger-57 grenzt den Kreis von potentiellen Nutzern weltweit stark ein.
Als Single-Action-Pistole ist die gesamte Handhabe stark an den Umgang für Nutzer der Colt M1911 und derer zahlreichen erschienenen Derivate und Nachbauten angelehnt, mit dem Unterschied, dass die Ruger-57 über keinen außenliegenden Hahn verfügt und eine Griffsicherung fehlt.
Das Kaliber 5,7 × 28 mm wurde primär für den Einsatz im behördlichen und militärischen Bereich konzipiert, speziell um feindliche militärische oder terroristische Träger von beschusshemmenden Westen trotzdem neutralisieren zu können. Dies ist allerdings nur mit Munition mit Hartkern in diesem Kaliber möglich, die für zivile Nutzer in den meisten Ländern verboten ist. In den Jahren seiner Markteinführung hat dieses Kaliber dadurch bedingt bisher wenige passende Waffensysteme hervorgebracht, beispielsweise in Deutschland (§ 2 Abs. 3 i. V. m. Anlage 2 Abschnitt 1 Nr. 1.2.5 WaffG) sind dafür passende Schusswaffen seit dem 1. April 2008 im privaten Besitz nicht mehr erlaubt. Auch die Preise für das benötigte Kaliber sind aufgrund der geringen Verbreitung deutlich höher als vergleichbare etablierte Kaliber.
Aufgrund ihrer Größe und ihres Single-Action-Abzugs ist die Ruger-57 für Selbstverteidigungszwecke zum verdeckten Tragen nach aktuellen Gesichtspunkten wenig geeignet. Im militärischen und behördlichen Einsatz ist die fast identisch konzipierte FN Five-Seven des Herstellers FN Herstal seit dem Jahr 2000 in über 40 Nationen im Einsatz.

## Sonstiges
- Aufgrund der manuellen Sicherung kann die Ruger-57, analog zum Colt M1911, „cocked and locked“ getragen werden, d. h. der Hahn ist gespannt, die Waffe fertig durchgeladen, aber gesichert.